# コクセター群の同型問題
コクセター群の同型問題（コクセターぐんのどうけいもんだい、英: isomorphism problem of Coxeter groups）とは、（異なる）コクセター図形により定義されるコクセター群の抽象群としての（非）同型性を判定するという、数学の群論における未解決問題のうちの一つ。
一般に群は複数の表示 (presentation)、すなわち生成元と関係式による定義を持つ。そのため群の表示から非同型性を判定するのは困難である。コクセター群の同型問題も同様の困難さを持っており、近年まで研究が進んでいなかった。
また、コクセター群はその表現 (represention) を含めて考えることが多く、このこともコクセター群の代数的な構造に関する研究が進んでいなかった要因のひとつだと考えられる。
しかしながら、あるクラスの代数系が与えられたとき、その構造論、特にそれらがいつ同型になるのかという問題は基本的かつ重要な問題のひとつであり、コクセター群も例外ではない。特に、コクセター群はコクセター図形という組合せ論的対象を用いて具体的に定義される群であり、計算機との相性もよく、具体的に計算できる群として重要な例である。コクセター群の重要性もあって、この問題の解決は近年特に重要視されている。